# Lecanora orosthea
Lecanora orosthea är en lavart som först beskrevs av Erik Acharius, och fick sitt nu gällande namn av Erik Acharius. Lecanora orosthea ingår i släktet Lecanora och familjen Lecanoraceae.  Arten är reproducerande i Sverige. Inga underarter finns listade i Catalogue of Life.